# 朱経農
朱 経農（しゅ けいのう）は中華民国の教育者・政治家。名は経だが、字の経農で知られる。中国国民党の政治家で主に教育部門で活動し、商務印書館などで教育関連書籍の刊行等に携わった。祖籍は江蘇省太倉州宝山県。

## 事跡

### 革命派としての活動
1896年（光緒22年）に、叔父が湖南省で官職に就いたため、朱経農の一家も湖南に移った。1898年（光緒24年）、戊戌の政変で変法派が壊滅し、湖南時務学堂総理だった熊希齢が失意のため隠居してしまう。このとき、朱は熊の下に通い、旧学を学ぶ。1903年（光緒29年）、常徳府中学堂に進学し、この頃から革命派の思想に触れ始めた。
翌1904年（光緒30年）、朱経農は日本に留学し、弘文学院と成城学校で学ぶ。1905年（光緒31年）、中国同盟会に加入した。同年冬、「清国留日学生取締規則」に反発して帰国し、翌年、留学生仲間と上海で中国公学を創設した。1910年（宣統2年）、湖南に戻り、公立高等実業学堂英語教員や公立農業学堂翻訳を務めている。翌年、辛亥革命が勃発すると、湖南省の革命派に加わって戦った。しかし、湖南革命派の指導者である焦作峰・陳作新が立憲派に殺害されると、朱は失望して上海に逃れている。
1912年（民国元年）、宋教仁の招聘を受けて朱経農は北京に移り、『民主報』編輯と『亜東新聞』総編輯に任ぜられ、革命派の思想宣伝に努めた。翌年、第二革命（二次革命）勃発のため、両紙は廃刊の憂き目に遭い、朱は天津に逃れた。その後、熊希齢内閣の成立と共に、かつての師に招聘される形で、北京政府農商部で職を得ている。しかし袁世凱が皇帝即位を目論むようになると、これに不満を抱いた朱は職を辞し、アメリカへ留学した。

### アメリカ留学と中国国民党への参加
アメリカでは教育部米国留学生監督処書記に任ぜられ、その傍ら、ワシントン大学（どのワシントン大学かは不明）で学ぶ。1920年、官費を取得してコロンビア大学で研究生となり、学士・修士の学位を取得した。また、この頃にキリスト教に入信している。1921年（民国10年）、北京大学校長蔡元培の招聘に応じて帰国し、教育学を講義する。その後、北京女子高等師範学校での授業も兼任した。
1923年（民国12年）、王雲五の招聘に応じて上海の商務印書館に赴き、新学制の下での中学・小学教科書編纂に協力している。その傍ら、『教育雑誌』などの教育専門誌において記事執筆を担当した。1924年（民国13年）秋、瀘江大学国文系主任となり、やはり教育学を教えた。翌年、新たに創設された光華大学で教務長となり、さらに大夏大学夜学でも授業を引き受けている。1926年（民国15年）、『教育大辞書』の主編者となった。
この頃から朱経農は中国国民党の北伐に協力し始める。1927年（民国16年）、上海に国民党による市政府が成立すると、教育局局長として招聘された。翌年4月、国民政府大学院院長の蔡元培招聘され、大学院普通教育処処長に任ぜられる。同年秋に大学院が教育部に改組されても、引き続き改組後の普通教育司司長を務めた。
1930年（民国19年）3月、常務次長に昇進したが、同年12月に教育部長蒋夢麟と共に辞任している。これらの地位に在った間、朱は多くの教育制度の制定に取り組んだ。

### 湖南省での活動と晩年
1931年（民国20年）、中国公学代理校長に就任し、4月、上海市教育局教育討論会委員長となる。同年夏には済南に移り、山東斉魯大学校長となった。翌1932年（民国21年）9月、湖南省政府教育庁庁長に転じ、以後1943年（民国32年）3月まで10年以上にわたりこの地位に在って、省内の教育制度整備に尽力し、成果も残した。その後、重慶に移って国立中央大学教育長となる。1944年（民国33年）、『教育思想』という著書を商務印書館から刊行した。
同年3月、朱経農は教育部政務次長に任命され、翌1945年（民国34年）5月、国民党第6期中央監察委員となっている。日中戦争（抗日戦争）終結後、政務次長を辞して、王雲五の後任として商務印書館総経理となり、さらに光華大学校長も兼ねた。1946年（民国35年）11月と1948年（民国37年）3月の国民大会にも代表に選出されている。1948年11月、国際連合教育科学文化機関に中国首席代表として出席した。国共内戦後はアメリカに渡り、コネチカット州のハートフォード神学校で教官となっている。
1951年3月9日、アメリカで心臓病により死去。満63歳没。